# Szalayné Sebők Éva
Szalayné Sebők Éva, (Halmaj, 1949. március 26. – 2011. július. 4.) 236-szoros magyar röplabda válogatott játékos.
A 183 cm magas játékos szélső ütő (outside hitter) poszton játszott. 13 magyar bajnoki címet és 10 kupaaranyat szerzett, emellett olasz bajnok és kupagyőztes, BEK- és Kupagyőztesek Európa Kupája (KEK) győztes, olimpiai és világbajnoki negyedik, továbbá Eb-második volt, 2001-ben pedig az évszázad röplabdázójává választották Magyarországon.

## Sportpályafutása
Pályafutása 1963-ban Miskolcon kezdődött, a Miskolci VSC klubnál. Játszott a Budapesti Vasas Izzóban, az olasz és a török ligában.
A magyar röplabda válogatottban 236 alkalommal szerepelt, 1968–1983 között. Tagja volt az 1976-os és 1980-as olimpián negyedik, illetve az 1972-ben ötödik helyet megszerző magyar válogatottnak.
Szerepelt az 1976-os olimpiai játékokon, Montrealban, valamint az 1980-as olimpiai játékokon Moszkvában. Mindkét alkalommal a 4. helyen végzett a csapat. Az 1972-es Müncheni olimpiai játékokon 5. helyen végzett. Világbajnoki 4. (1970), Európa-bajnoki 2. (1975), Európa-bajnoki harmadik (1981), Európa-bajnoki negyedik (1979), Európa-bajnoki 5. (1971), BEK-győztes (1973), BEK 2. helyezett (1985), kétszeres KEK-győztes (1980, 1981).
Szalayné Sebők Éva klubcsapataival 13 magyar bajnoki címet és 10 Magyar Kupa-győzelmet szerzett, emellett olasz bajnok és kupagyőztes is.

## Csapatai[3]

### Edzőként
- Palota[6] VSN KFT, 1994/95 – 2011/12, Vezetőedző
- Tungsram SC, 1985/86 – 1989/90, Vezetőedző

### Játékosként
- Milangaz SK, Istanbul (török) 1985/86 – 1985/86
- Olimpia Teodora Ravenna[7] (olasz) 1984/85 – 1984/85
- Budapesti Vasas Izzó SK-Tungsram SC 1978/79 – 1983/84
- NIM-SE Budapest 1968/69 – 1977/78
- Miskolci VSC 1963/64 – 1967/68

## Díjai, kitüntetései[8]
Pályafutása során 5-ször választották az év legjobb magyar röplabdázójának (1969, 1970, 1971, 1973, 1980).
- Sport érdemérem arany fokozata (1973),
- Évszázad legjobb röplabdázója Magyarországon (2001),
- Rákospalota Díszpolgára (2005),
- Halmaj díszpolgára (2006),
- Budai Péter-díj (2009).

## Róla elnevezett díjak
A Magyar Röplabda Szövetség 2019-ben megalapította a Szalayné Sebők Éva-díjat, amelyet minden évben az év legjobb női röplabdázójának ítélnek oda.
Emellett a nevét viseli a női röplabda U17 Országos Bajnokság.